# Campamento indio

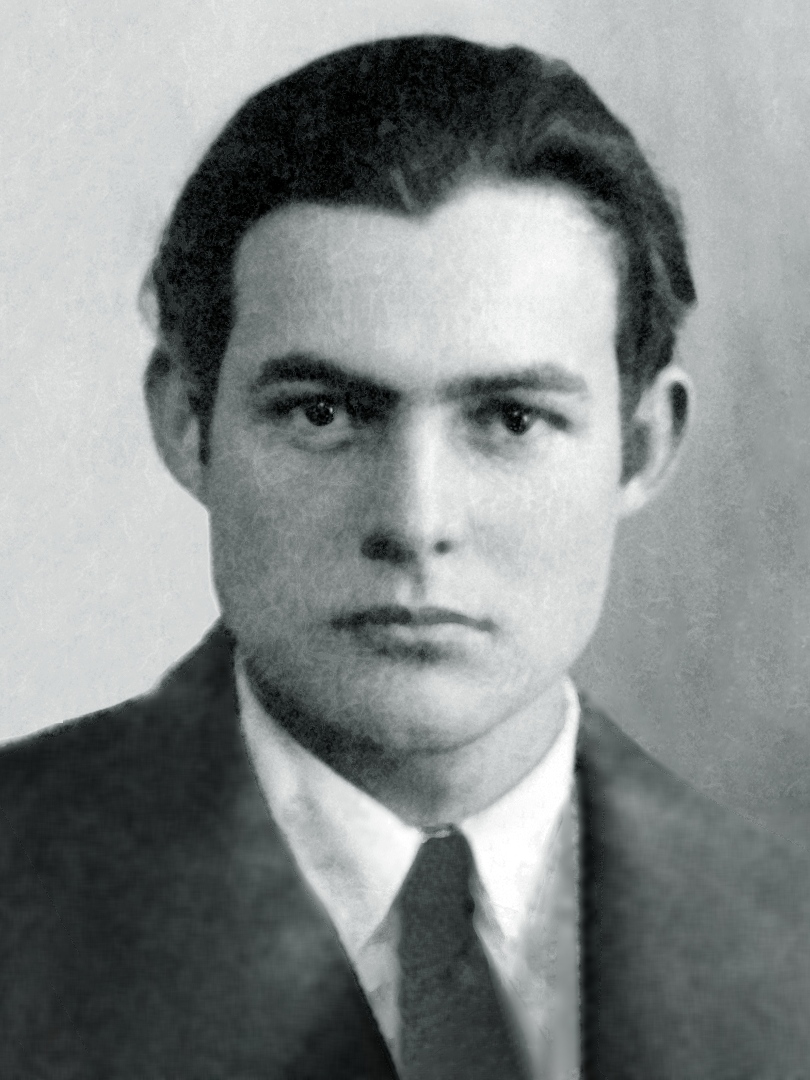
Foto de pasaporte de Ernest Hemingway de 1923, tomada un año antes de la publicación de «Campamento indio».

«Campamento indio» es un cuento escrito por Ernest Hemingway. Fue publicado por primera vez en 1924 en The Transatlantic Review, una revista literaria editada por Ford Madox Ford en París, y nuevamente publicado por el editorial Boni & Liveright en En nuestro tiempo (1925), su primera recopilación de cuentos publicada en los Estados Unidos. Es el primero de los cuentos de Hemingway en que aparece el personaje semiautobiográfico Nick Adams, un niño en este relato; «Campamento indio» se narra desde su perspectiva.
En el cuento, el padre de Nick Adams, un médico rural, es llamado a un campamento indígena o «indio» para asistir durante el parto de una mujer embarazada. El padre se ve obligado a efectuar una cesárea de emergencia con una navaja, con la ayuda de Nick. 
Más tarde, descubren que el marido de la mujer ha muerto tras cortarse la garganta durante la operación. El relato muestra el característico estilo sobrio de Hemingway y su uso del contrapunto. «Campamento indio» puede considerarse un relato de iniciación e incluye temas como el parto y el miedo a la muerte, temas que impregnan gran parte de las obras posteriores de Hemingway. Tras su publicación, los críticos notaron y alabaron las calidades literarias de «Campamento indio», y en la actualidad es considerado como un cuento importante en el canon de Hemingway.

## Argumento
El cuento comienza unas horas antes del amanecer, cuando el joven Nick Adams, junto con su padre, su tío y un guía indígena, cruzan un lago remando hacia un campamento indígena cercano. El padre de Nick, un médico, fue llamado para asistir a una mujer embarazada que estuvo de parto durante varios días. En el campamento, encuentran a la mujer en una cabaña, acostada en una litera inferior; su marido se encuentra en la litera superior con un pie lesionado. El padre de Nick descubre que el bebé esta en la posición de nalgas y se ve obligado a efectuar una cesárea con una navaja; pide a Nick de ayudarle sosteniendo una cubeta. La mujer grita durante toda la operación, y muerde al tío de Nick cuando este intenta de sujetarla. Después del nacimiento del bebé, el padre de Nick dirige su atención al esposo de la mujer en la litera superior y descubre que este falleció tras haberse cortado la garganta con un navaja de afeitar durante la operación. Nick es enviado fuera de la cabaña, y su tío sale con dos nativos, para no volver. El cuento termina con Nick y su padre remando sobre el agua del lago, alejándose del campamento. Nick le pregunta a su padre sobre el motivo del suicidio del marido de la mujer, y en silencio dice a sí mismo que nunca morirá.

## Antecedentes e historia de publicación

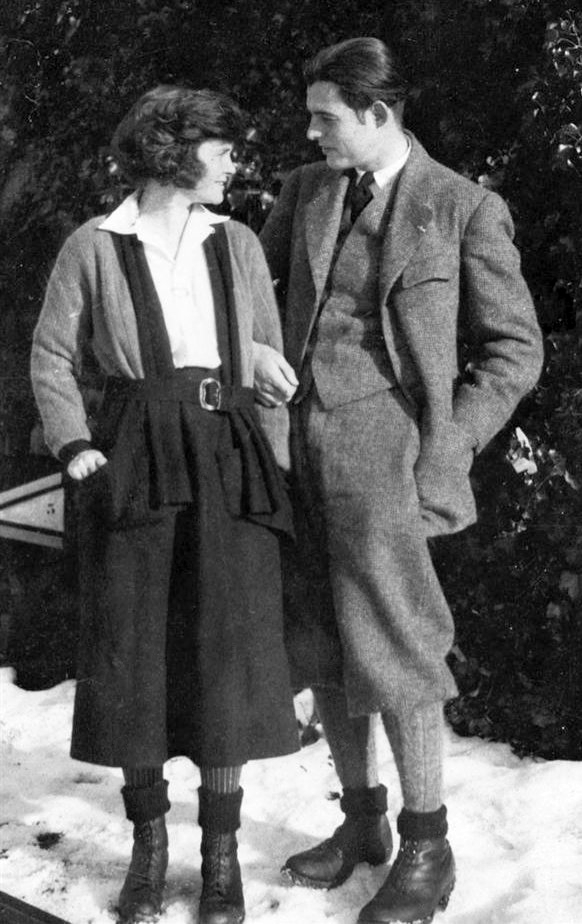
Ernest Hemingway y su primera esposa Hadley en Schruns, Austria (1922), un año antes del nacimiento de su hijo John.

A principios de la década de 1920, Hemingway y su esposa Hadley vivieron en París, donde fue corresponsal para el Toronto Star. Regresaron a Toronto cuando Hadley quedó embarazada. El biógrafo Kenneth Lynn sugiere que el parto de Hadley se convirtió en la inspiración para el cuento. Hadley se puso de parto mientras Hemingway viajaba en un ferrocarril, regresando de Nueva York. Lynn cree que Hemingway probablemente estaba aterrado por la idea de que Hadley no sobreviviría el parto, y con una gran angustia «acerca de la magnitud de su sufrimiento y abrumado por un sentimiento de impotencia al darse cuenta de que probablemente llegaría demasiado tarde para ayudarla». Hemingway escribió «Campamento indio» unos meses después del nacimiento de John Hemingway en Toronto el 10 de octubre de 1923.
Mientras estaban en Toronto, se publicó en París el primer libro de Hemingway, Tres relatos y diez poemas, seguido de un segundo volumen algunos meses después, en nuestro tiempo, que incluyó 18 viñetas breves presentadas como capítulos sin título. En enero de 1924 Hemingway, Hadley, y su hijo (apodado Bumby) regresaron a París donde se instalaron en un apartamento en la Rue Notre Dame des Champs. Junto con Ezra Pound, Hemingway ayudó a Ford Madox Ford a editar la recién lanzada revista literaria Transatlantic review, en la que se publicaron obras de modernistas como Ezra Pound, John Dos Passos, James Joyce, Gertrude Stein, y Hemingway.
«Campamento indio» comenzó como un manuscrito sin título de 29 páginas, que Hemingway recortó a siete páginas; al principio llamó el cuento «One Night Last Summer» (Una noche del verano pasado). En 1924, el cuento de siete páginas, titulado «Campamento indio», fue publicado en Transatlantic Review en la sección «Obras en curso», junto con una parte del manuscrito de Finnegans Wake de James Joyce. Un año más tarde, el 5 de octubre de 1925, «Campamento indio» fue nuevamente publicado por el editorial Boni & Liveright en Nueva York, en una recopilación de cuentos titulada En nuestro tiempo, una edición ampliada —con una tirada de 1335 ejemplares— comparado a la edición de París.
«Campamento indio» fue posteriormente incluido en la recopilación de cuentos titulada  La quinta columna y los primeros cuarenta y nueve relatos, publicada en octubre de 1938. Fue también incluido en dos recopilaciones de cuentos publicadas después de la muerte de Hemingway: Nick Adams (1972) y The Complete Short Stories of Ernest Hemingway: The Finca Vigía Edition (1987). En Nick Adams (1972), editado por Philip Young, fue incluido un fragmento del cuento, titulado «Tres disparos», que Hemingway originalmente había recortado de «Campamento indio».

## Temas y género

### Iniciación y miedo a la muerte
«Campamento indio» es un relato de iniciación. El padre de Nick (Dr. Adams) expone su hijo al parto y, sin quererlo, a la muerte violenta, una experiencia que hace que Nick equipare el parto con la muerte. La crítica literaria Wendolyn Tetlow sostiene que en «Campamento indio», la sexualidad culmina en el nacimiento «al estilo de carnicería» y en la muerte sangrienta; cuando se aleja de la carnicería, la angustia de Nick es evidente. El relato llega a su punto culminante cuando su «conciencia acrecentada» del mal hace que Nick se desliga de la experiencia. Aunque Nick pueda no querer ver la cesárea, su padre insiste en que lo vea; no quiere que su hijo sea iniciado en un mundo adulto sin dureza, observa Thomas Strychacz.
El biógrafo Philip Young afirma que en «Campamento indio» el énfasis de Hemingway no era en la mujer que da a luz, ni en el padre que se suicida, sino en el joven Nick Adams, que es testigo de estos eventos y que se convierte en un «joven muy marcado y nervioso». En «Campamento indio», Hemingway inicia los eventos que forman al personaje de Nick Adams. Young considera que este relato de Hemingway contiene la «llave maestra» a «lo que su autor estaba concibiendo durante unos treinta y cinco años de su carrera como escritor». El crítico literario Howard Hannum coincide con Young. Cree que el trauma del nacimiento y suicidio que Hemingway dibuja en «Campamento indio» produjo un leitmotiv que permitió desarrollar un marco unificado para los cuentos de Nick Adams.
«Campamento indio» también trata del miedo a la muerte. La sección recortada del cuento pone de relieve el temor de Nick; la versión publicada lo resalta de una manera menos obvia. En la sección recortada, posteriormente publicada como «Tres disparos», la noche antes de ser llevado al campamento indio Nick se queda solo en el bosque, donde está «abrumado por pensamientos de muerte». Según el crítico Paul Strong, Hemingway puede haber planeado estructurar la narrativa de manera que el padre de Nick decidiera llevar a su hijo temeroso al campamento indio donde Nick se enfrentó a la realidad espantosa de la muerte, lo que no puede haber hecho "mucho para calmar los temores de Nick". Hannum cree que Hemingway es deliberadamente vago sobre los detalles del nacimiento, pero no sobre la muerte; conjetura que Nick probablemente habría "bloqueado gran parte de la cesárea, pero que habría visto con claridad la cabeza del padre inclinada hacia atrás".
Los críticos han cuestionado el motivo del suicidio del marido de la mujer embarazada. Strong considera problemático los argumentos de que el marido es conducido al suicidio por los gritos de la esposa, porque el suicidio se produce en el momento en que se pararon los gritos. Señala la afirmación de Hemingway en Muerte en la tarde, «si dos seres se aman, la cosa no puede tener un fin dichoso», como evidencia de que el marido podría haberse suicidado tras «volverse frenético por el dolor de su esposa, y tal vez su propio [dolor]».
El relato también muestra la inocencia de la infancia; Nick Adams cree que vivirá para siempre y que será un niño para siempre; es un personaje que ve su vida «extendiéndose por delante». Al final de la narración, en la barca con su padre, Nick niega la muerte al decir que nunca morirá. «Campamento indio» muestra la fascinación precoz de Hemingway con el suicidio y el conflicto entre padres e hijos. Young cree que existe un enfoque inevitable en el hecho de que las dos personas que formaron la base para los principales personajes —el padre, Clarence Hemingway, y el joven, Ernest Hemingway— terminan suicidándose. Kenneth Lynn señala lo irónico que debe ser para los lectores modernos de saber que los dos personajes en «este barco en el lago terminarían por ultimarse». Hemingway se suicidó el 2 de julio de 1961; su padre se suicidó el 6 de diciembre de 1928.

### Primitivismo, raza y autobiografía
En su ensayo «El primitivismo de Hemingway y "Campamento indio"», Jeffrey Meyers escribe que Hemingway fue muy claro sobre el papel del marido, porque en esta narración estaba escribiendo sobre un tema conocido: las experiencias de su niñez en Michigan. El papel del padre joven es «desinflar el doctor» —que obtiene su victoria abriendo el vientre de la mujer para sacar el bebé— y para proporcionar un contrapunto para la fuerza y resiliencia de la madre. El suicidio del padre sirve como rechazo simbólico del médico blanco cuya habilidad es necesaria, pero que trae consigo la destrucción. En el ensayo titulado «Screaming Through Silence: The Violence of Race in "Indian Camp"», Amy Strong escribe que «Campamento indio» trata sobre la dominación; el marido se suicida en el momento en que su esposa está siendo operada por un médico blanco. Piensa que el tema de la dominación existe en más de un nivel: Nick está dominado por su padre; los forasteros blancos dominan en el campamento indio; y el doctor blanco «dejó un corte en la mujer, como los primeros colonos dejaron un corte profundo en el árbol».
Según Thomas Strychacz, Hemingway presenta una recreación de la llegada de los europeos en el Nuevo Mundo y la posterior doctrina del destino manifiesto. Los hombres blancos en el relato llegan por el agua y se encuentran con  los nativos en una playa. El marido nativo y padre del bebé pierde todo, sobre lo cual se suicida: su casa es tomada, y su esposa destrozada. El médico blanco dice a su hijo de ignorar los gritos de la mujer: «sus gritos no tienen importancia. No los oigo, porque no tienen importancia». La victoria del médico —la de controlar la naturaleza mediante la entrega de un bebé— es reducido por el suicidio del padre, que con su muerte retoma, de manera simbólica, el control.
Meyers afirma que el relato no es autobiográfico, aunque es un primer ejemplo de la capacidad de Hemingway de crear narraciones «fieles a la realidad». En el relato, el padre de Nick Adams, descrito como «profesionalmente frío», se basa en el propio padre de Hemingway, Clarence Hemingway. El tío paterno de Hemingway, George, aparece en la narración, y es tratado sin compasión. Hannum sugiere que George pudo haber sido el padre del bebé, afirmando que el relato sigue siendo la «implicación no resuelta de la paternidad del niño indio». Durante la cirugía la madre muerde al tío George, los nativos se ríen de él, y George sale al descubrir que el marido se había suicidado.
En «Ernest Hemingway: The Life as Fiction and the Fiction as Life» Jackson Benson escribe que los críticos deben abstenerse de buscar conexiones entre la vida y la ficción de Hemingway, y que harían mejor centrarse en la forma en que el autor utiliza eventos biográficos para transformar eventos de la vida real en arte. Cree que los acontecimientos en la vida de un escritor solo tienen una relación difusa con la ficción que produce, parecido a un sueño del que emerge un drama. Sobre los primeros cuentos de Hemingway, Benson afirma que «su ficción inicial, la mejor, a menudo ha sido comparada con una pesadilla compulsiva». En su ensayo «On Writing», Hemingway escribió que «Campamento indio» era un cuento en el que los eventos imaginarios se parecían a reales por propósito: «Todo lo bueno que escribió, lo había inventado .... Por supuesto que nunca había visto el parto de una mujer indígena. Esto fue lo que lo hizo bueno».

## Estilo
Carlos Panadero, el biógrafo de Hemingway, afirma que a través de sus relatos Hemingway aprendió cómo «aprovechar al máximo de lo menor, cómo podar el lenguaje, cómo multiplicar la intensidad, y la forma de decir nada más que la verdad de una manera que permitió decir más que la verdad». El estilo se conoce como la teoría del iceberg, porque, como lo describe Baker, en la obra de Hemingway los hechos flotan sobre el agua, mientras que la estructura de soporte, incluyendo el simbolismo, opera fuera de  vista. Benson cree que Hemingway se sirvió de detalles autobiográficos como dispositivos de encuadre para escribir sobre la vida en general —no solo su propia vida. El concepto de la teoría del iceberg es a veces también denominado la "teoría de la omisión". Hemingway creía que el escritor pueda describir una cosa, mientras que otra cosa totalmente diferente ocurra por debajo de la superficie.
De Ezra Pound, Hemingway aprendió cómo desarrollar un estilo despojado y la forma de incorporar los conceptos del imagismo en su prosa. Dijo que Pound «le había enseñado más "acerca de cómo escribir y cómo no escribir" que cualquier hijo de puta en vida», y su amigo James Joyce le había enseñado a «recortar su trabajo a lo esencial». Su prosa es escasa y carece de un simbolismo evidente. En lugar de  alusiones literarias convencionales, Hemingway se basó en metáforas o metonimias repetidas para crear imágenes. La cesárea se asocia repetidamente con palabras tales como «la colcha» y «la litera» en una serie de correlatos objetivos, una técnica que Hemingway pudo haber aprendido de T.S. Eliot. Tetlow cree que Hemingway omitió el desarrollo del personaje en este relato precoz; simplemente coloca el personaje en un entorno, y añade detalles descriptivos —tales como una mujer gritando, hombres fumando tabaco, y una herida infectada— que le dan un sentido de realidad.
«Campamento indio» se construye en tres partes: la primera coloca Nick y su padre en un lago oscuro; la segunda tiene lugar en la sórdida y estrecha choza en medio de sucesos espantosos; y la tercera muestra Nick y su padre de vuelta en el lago bañado por la luz del sol saliente. El uso del contrapunto es evidente cuando, por ejemplo, al final del relato, Nick arrastre su mano en el agua del lago que «estaba tibia a pesar del frío de la mañana». Paul Strong cree que la sección borrada puede haber proporcionada contexto y un contrapunto adicional al argumento, con la soledad de Nick en el «silencio de la noche» yuxtapuesto contra el segundo escenario, lleno de gente. Paul Smith cree que al recortar la obra, Hemingway se concentra en el punto central del relato: los rituales de iniciación de vida y de muerte, ordinarios para los residentes del campamento indio, pero ajenos para el joven Nick. Incapaz de expresar plenamente sus sentimientos, al final, Nick arrastre su mano en el agua y «se sintió seguro de que él no moriría nunca».

## Acogida y legado
El estilo de escritura de Hemingway llamó la atención tras la publicación de en nuestro tiempo (sin mayúsculas) en París en 1924 —en una pequeña tirada de la serie modernista de Ezra Pound, a través de Three Mountains Press. Edmund Wilson describió la obra como «de primera distinción», lo suficiente como para llamar la atención sobre Hemingway. Al ser publicado, «Campamento indio» recibió grandes elogios. Ford Madox Ford consideró «Campamento indio» como un importante primer relato de un joven escritor. En Estados Unidos los críticos  afirmaron que Hemingway revitalizó el cuento por el uso de oraciones declarativas y su estilo nítido. Hemingway calificó En nuestro tiempo como una recopilación de relatos con una «unidad bastante buena» y, en general, los críticos coinciden con él.
En la década de 1970 Carlos Baker afirmó que los cuentos de En nuestro tiempo, y específicamente «Campamento indio», representan un logro notable. Académicos especializados en Hemingway, como Benson, consideran «Campamento indio» como uno de los «mejores cuentos» de Hemingway, una narración descrita como el «más conocido», «violento» y «dramático». En 1992, Frederick Busch escribió en The New York Times que Hemingway había pasado de moda. Mientras que la percepción de su antisemitismo, racismo, violencia, y actitudes hacia mujeres y homosexuales hicieron que se convirtiera en un escritor políticamente incorrecto, logró —como ningún otro escritor estadounidense de su tiempo— convertir la violencia en arte, al mostrar que «la realización de arte es una cuestión de vida o muerte, nada menos». Busch cree que los personajes de Hemingway ya sea enfrentan la vida o eligen la muerte, una elección marcadamente descrita en «Campamento indio». La salvación de una vida en «Campamento indio» es un tema que se encuentra en el centro de gran parte de la narrativa de Hemingway, afirma Busch, y vigoriza su ficción.